# Chic (album)
A Chic az amerikai együttes Chic 1977-ben megjelent első albuma, melyről két dalt másoltak ki kislemezre. A borítón két modell látható Valentine Monnier (balra) és Alva Chinn (jobbra). A képet Frank Laffitte készítette.

## Megjelenés
Az első kimásolt kislemez, a Dance, Dance, Dance (Yowsah, Yowsah, Yowsah) című dal eredetileg a Buddah Records kiadónál jelent meg. A dal több slágerlistára is felkerült az Egyesült Államokban, úgy mint az US Hot 100-as lista 6., az US Club Play 1., és az Egyesült Királyság kislemezlistájára is, ahol 1. helyezést ért el. Az album 2. kislemeze, az Everybody Dance az amerikai US Hot 100-as listán a 38., az R&B lista 12., az US Club Play listán az 1. helyen szerepelt. Az Egyesült Királyságban a dal a 9. helyig jutott.
Az album szintén sikeres volt, az amerikai US Pop Chart listán a 27., az R&B listán pedig a 12. helyet sikerült megszereznie. A lemez fél millió példányban talált gazdára.
Az album CD változata 1991-ben került kiadásra az Atlantic Records által. A lemezt digitálisan felújították a CD kiadáshoz. 2006-ban a Bird Music, 2011-ben a Warner Music Japan is megjelentette az albumot.

## Az album dalai
LP US Atlantic – SD 19153
| 1. | Dance, Dance, Dance (Yowsah, Yowsah, Yowsah) | Bernard Edwards, Nile Rodgers, Kenny Lehman | 8:30 |
| 2. | São Paulo                                    | Edwards, Rodgers, Kenny Lehman              | 4:30 |
| 3. | You Can Get By                               | Edwards, Rodgers                            | 5:20 |

| 1. | Everybody Dance          | Edwards, Rodgers | 6:40 |
| 2. | Est-Ce Que C'est Chic    | Edwards, Rodgers | 3:38 |
| 3. | Falling In Love With You | Edwards, Rodgers | 3:55 |
| 4. | Strike Up The Band       | Edwards, Rodgers | 5:10 |

## Közreműködő előadók
- Norma Jean Wright - háttérének (B1, B2, B3)
- Bernard Edwards - háttérének (A3), basszus gitár
- Nile Rodgers - gitár, ének
- Tony Thompson - drums
- Luther Vandross - ének
- Alfa Anderson - ének
- David Lasley - ének
- Robin Clark - ének
- Diva Gray  - ének
- Kenny Lehman - fafúvósok
- David Friedman - zenekari hangszerek
- Raymond Jones - billentyűs hangszerek
- Robert Sabino - billentyűs hangszerek
- Andy Schwartz - billentyűs hangszerek
- Tom Coppola - billentyűs hangszerek
- Jeremy Wall - billenytűs hangszerek
- George Young - fuvola, tenor szaxofon
- Vito Rendace - fuvola, tenor szafofon a  "Dance, Dance, Dance (Yowsah, Yowsah, Yowsah)" című dalban
- Jon Faddis - trombita
- Jay Beckenstein - szaxofon
- Barry Rogers - harsona
- Gerardo Velez - ütős hangszerek
- Sammy Figueroa - ütős hangszerek
- Alfred Brown - húros hangszerek
- Gloria Agostini - hárfa
- Bernard Edwards, Nile Rodgers, Kenny Lehman - producer